# Pueblo danés
El pueblo danés o dinamarqués puede comprender a:
- Aquellos con antepasados daneses o pertenecientes a esa etnia, ya sean habitantes de Dinamarca, emigrantes o descendientes de emigrantes.
- Miembros de la minoría étnica del sur de Schleswig, una antigua provincia danesa.
- Cualquiera cuyo idioma materno sea el danés.
- Nacidos o ciudadanos de Dinamarca, lo que incluye una minoría alemana germanoparlante en Jutlandia del Sur.

## Orígenes

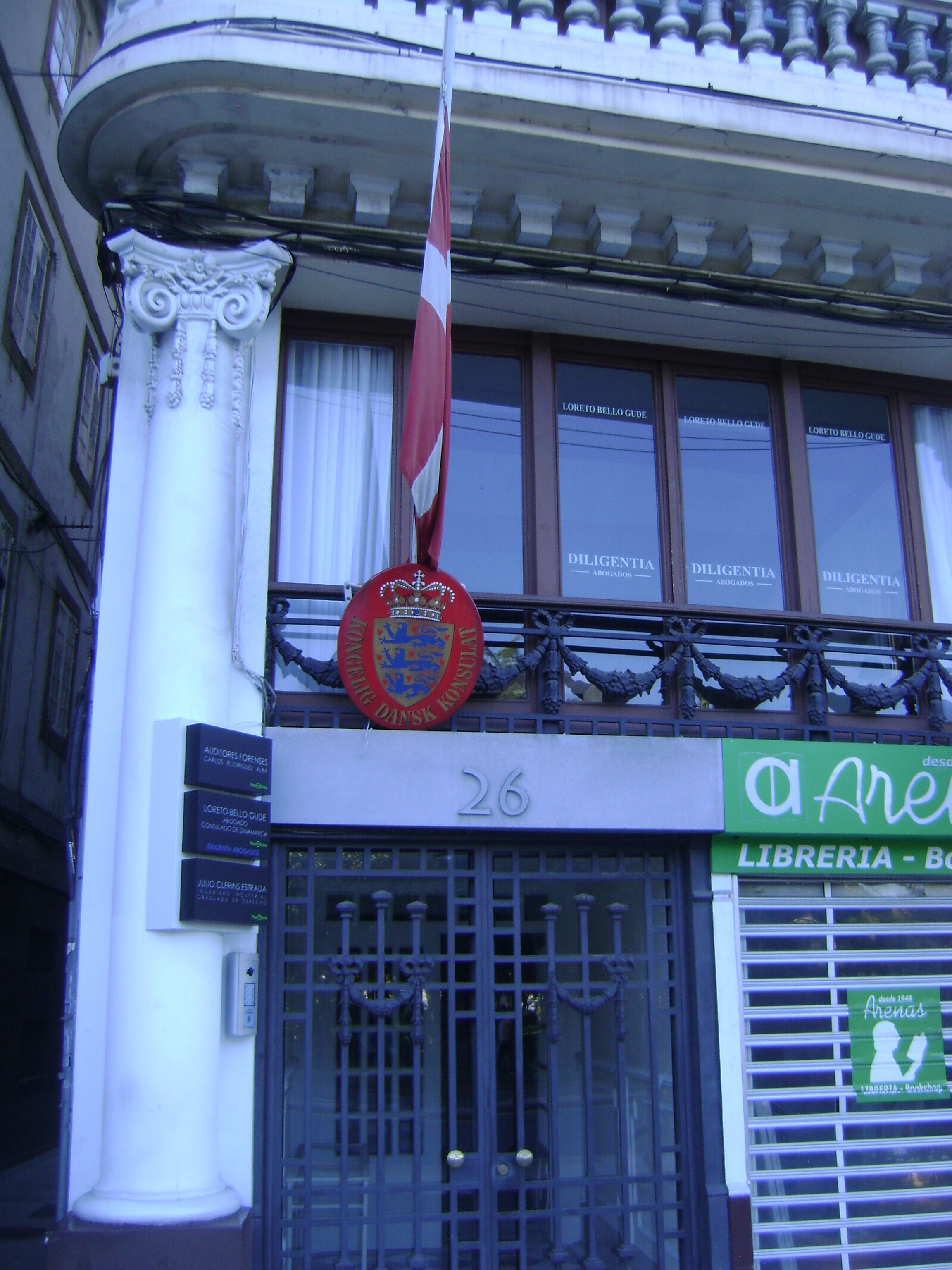
Consulado danés en La Coruña.

Los daneses actuales descienden de una antigua tribu norte-germánica originaria de Escania y de las islas danesas, a la que por ejemplo pertenecía Beowulf. La actual población de Jutlandia desciende de los jutos y sus tribus ancestrales, incluyendo los cimbrios, quienes residieron en Jutlandia.
Los daneses no fueron mencionados por Tácito, quien en su famosa obra Germania nombra a los gautas.
En cambio sí los mencionan Jordanes y Procopio.
Jordanes mantiene que el pueblo danés proviene del mismo origen que el sueco y que expulsaron a los hérulos para tomar sus tierras.
Si la información de Jordanes es correcta, es posible que su primera aparición fuera en algún momento entre los siglos II y III a. C.
Hay bastantes cuentos legendarios acerca de la fundación de Dinamarca.
Uno de los que se incluye en las Crónicas de Lejre cuenta que un gobernante de Selandia llamado Danus lideró un ejército y salvó a su pueblo de una invasión por parte del emperador romano César Augusto.
Los jutos, la gente de Fionia y las provincias de Escania le aceptaron como rey, lo que resultó en la expansión de Dinamarca como país y que la población pasase a ser conocida como «danesa» o «dinamarquesa». Dan y otros antiguos reyes de los daneses aparecen en distintas sagas nórdicas.

## Daneses en Dinamarca
Al menos cinco millones de personas pertenecientes al pueblo danés viven en Dinamarca en la actualidad. Una minoría de aproximadamente 50.000 daneses vive en Schleswig en Alemania, un antiguo territorio de Dinamarca, formando alrededor del 10 % de la población. En Dinamarca este último grupo es conocido como De danske syd for grænsen (literalmente: los daneses del sur de la frontera) o sydslesvigere.